# 6337 Shiota
6337 Shiota eller 1992 UC4 är en asteroid i huvudbältet som upptäcktes den 26 oktober 1992 av de båda japanska astronomerna Kazuro Watanabe och Kin Endate vid Kitami-observatoriet. Den är uppkallad efter den japanska amatörastronomen Kazuo Shiota.
Asteroiden har en diameter på ungefär 14 kilometer och den tillhör asteroidgruppen Themis.